# Van Vleck, Texas
Van Vleck là một nơi ấn định cho điều tra dân số (CDP) thuộc quận Matagorda, tiểu bang Texas, Hoa Kỳ. Năm 2010, dân số của nơi này là 1844 người.

## Dân số
- Dân số năm 2000: 1411 người.
- Dân số năm 2010: 1844 người.
- Dân số năm 2018: 1844 người.